# Erupção freática

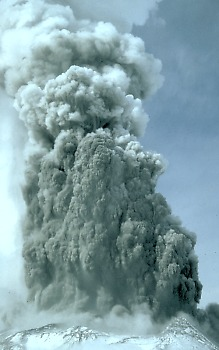
Erupção freática no topo do Mount St. Helens, Washington.

Erupção freática (ou explosão freática) é a designação dada às erupções vulcânicas de alta explosividade resultantes do contacto entre o calor de um magma e um corpo de água, seja ela água superficial (do mar, de um lago ou mesmo de um glaciar) ou a água contida num aquífero que seja interceptado pela ascensão do material eruptivo. A elevada temperatura do magma (entre os 600 °C e os 1170 °C) provoca a transformação quase instantânea da água em vapor sobreaquecido que, ao expandir-se, provoca potentes explosões, projectando lava pulverizada, rocha e bombas vulcânicas a grandes velocidades.

## Caracterização
As erupções freatomagmáticas são em geral de fraca intensidade, excepto quando ocorram em meio marinho ou lacustre onde haja uma grande disponibilidade de água que se traduza na constante produção de grandes volumes de vapor. Nessas circunstâncias, em consequência da rápida expansão do vapor, a lava é finamente pulverizada, resultando na produção de um grandes volumes de tefra.
Não existindo grandes volumes de água, a explosão de vapor limita-se a projectar fragmentos de rocha misturados com vapor, em geral a temperaturas moderadas, que podem ser de apenas algumas centenas de graus, levando à formação de estruturas detríticas, em geral pouco elevadas e com taludes suaves, rodeando depressões extensas. Quando a disponibilidade de magma é baixa e o efeito resulta apenas do aquecimento geotérmico da água, há apenas a projecção de rocha fragmentada sem que haja a erupção de lava que permita a formação de novas rochas.
Quando a disponibilidade de água é muito grande e não existe grande volume de magma disponível junto à superfície, as erupções desta natureza podem ganhar um carácter de vulcão de lama, expelindo essencialmente vapor de água, água e material pulverizado oriundo das camadas mais superficiais da formação geológica. Em 1949, Thomas Jaggar descreveu este tipo de actividade vulcânica como steam-blast eruptions, ou erupção por explosão de vapor.
Tendo em conta esta variabilidade de efeitos, há quem distinga as erupções deste tipo em duas classes:
- Erupções freáticas, quando há pouca ou nenhuma disponibilidade de lava, resultando apenas numa explosão de vapor sobreaquecido que fragmenta e projecta rochas preexistentes. Neste caso os fragmentos têm temperaturas que variam entre a temperatura ambiente e a incandescência.
- Erupções hidromagmáticas, envolvendo o contacto de grandes volumes de magma com a água, produzindo eventos de grande explosividade acompanhados pela deposição de grandes volumes de tefra. Estas erupções dão origem a depressões do tipo maar.

As erupções freatomagmáticas podem ser acompanhadas pela emissão de grandes volumes de gases, em especial dióxido de carbono e gás sulfídrico, os quais em concentrações elevadas são mortais. Em 1979 uma erupção freática matou 149 pessoas na ilha de Java, a maioria das quais vítima dos gases emitidos.
Na erupção do Monte de Santa Helena, estado de Washington, centenas de explosões de origem freatomagmática precederam a erupção pliniana que em 1980 ocorreu naquele vulcão.
Acredita-se que a erupção que em 1883 obliterou a ilha de Krakatoa e provocou a maior explosão registada na história da humanidade, incluindo o som mais intenso produzido nos últimos milénios, foi um evento freático. O vulcão de Kilauea, no Hawaii, tem um longo registo de explosões freáticas, tendo em 1924 produzido uma explosão que arremessou rochas com um peso estimados de 8 toneladas a 1 km de distância. Igualmente de carácter freatomagmático foi a erupção do vulcão dos Capelinhos, nos Açores, e a erupção de Surtsey, ao largo da Islândia.